# Moussa Ibrahim
Cet article possède un paronyme, voir Ibrahim Moussa.
Pour les articles homonymes, voir Ibrahim.
Moussa Ibrahim (arabe : موسى إبراهيم) est un homme politique libyen né le 7 décembre 1974, connu pour avoir été en 2011 le porte-parole officiel de Mouammar Kadhafi et du gouvernement de la Jamahiriya arabe libyenne. Il a également utilisé, durant ses études en Occident, le nom de  Moussa Mansour qui serait son véritable état civil,.

## Biographie
Moussa Ibrahim naît dans une riche famille de la tribu des Kadhafa, à laquelle appartient également le dirigeant Mouammar Kadhafi. Il réside durant quinze ans au Royaume-Uni, étudiant les sciences politiques à l'Université d'Exeter puis à la School of Oriental and African Studies (SOAS) dans les années 2000. Il suit un doctorat en communication à l'université Royal Holloway de Londres. Durant ses études en Occident, il épouse une Allemande, avec laquelle il a un enfant.
Nommé porte-parole du gouvernement libyen, il acquiert une notoriété internationale au moment de la guerre civile de 2011, durant laquelle il assure la communication du régime de Mouammar Kadhafi. En mars, il nie toute exaction de la part des autorités de la Jamahiriya et assure que les rebelles sont manipulés par Al-Qaïda. Durant le conflit, il se charge de gérer les déplacements des correspondants de la presse internationale présents à Tripoli et aurait également supervisé le piratage de leurs correspondances électroniques.
Après la chute du régime de Mouammar Kadhafi, la capture de Moussa Ibrahim est annoncée à tort à plusieurs reprises entre septembre 2011 et octobre 2012,,,.